# Roraima
Roraima, amtlich portugiesisch Estado de Roraima, ist der bevölkerungsärmste der 27 Bundesstaaten von Brasilien und liegt im Norden der Großregion Norte. Zunächst als ein von der Zentralregierung 1943 eingerichtetes und ihr unterstelltes Bundesterritorium (Território Federal do Rio Branco) wurde Roraima 1988 zum Bundesstaat erhoben. Die Hauptstadt von Roraima ist Boa Vista, sie ist die einzige brasilianische Hauptstadt, die vollständig auf der Nordhalbkugel liegt.

## Geographie
Roraima grenzt an die brasilianischen Bundesstaaten Pará und Amazonas sowie an Venezuela und Guyana. Der Bundesstaat umfasst den Süd- und Südost-Abfall der Tafelgebirge Serra Parima und Serra Pacaraima, Teile des welligen Berglandes von Guyana sowie die Schwemmlandebenen des Rio Branco.
Ein Großteil des Bundesstaates ist vom tropischen Regenwald bedeckt; die jährlichen Niederschlagsmengen belaufen sich auf etwa 1500 bis 2000 mm. Im Osten dehnt sich ein kleines Savannengebiet aus. Einer der höchsten Berge Brasiliens und der Namensgeber des Bundesstaats, der Roraima-Tepui, befindet sich im Roraima-Nationalpark.

## Demografie
Roraima hatte nach der Volkszählung von 2000 des Instituto Brasileiro de Geografia e Estatística (IBGE) 324.397 Einwohner auf einer Fläche von rund 224.300 km². Die Bevölkerungsdichte lag bei 1,45 Einwohnern pro km².
Die letzte Volkszählung von 2010 ergab eine Einwohnerzahl von 450.479 Personen auf einer Fläche von rund 224.301 km² und einer Bevölkerungsdichte von 2,09 Einwohnern pro km².
Neuere Schätzungen der Einwohnerzahlen wurden zum 1. Juli 2021 durch das IBGE veröffentlicht.
| Zensus 2000 | Zensus 2010 | Schätzung 1. Juli 2021 | Fläche 2018 km2 | Weitere Angaben |
| ----------- | ----------- | ---------------------- | --------------- | --------------- |
| 324.397     | 450.479     | 652.713                | 224.273,831     |                 |

### Bevölkerungsentwicklung
| Jahr | Einwohner | Stadt   | Land    |
| --- | --------- | ------- | ------- |
| 1991 | 217.583   | 140.818 | 76.765  |
| 2000 | 324.397   | 247.016 | 77.381  |
| 2010 | 450.479   | 344.859 | 105.620 |
| 2021 | 652.713   | ?       | ?       |
| Hier fehlt eine Grafik, die leider im Moment aus technischen Gründen nicht angezeigt werden kann. Wir arbeiten daran! |           |         |         |

Quelle: IBGE (2011)

### Ethnische Zusammensetzung
Ethnische Gruppen nach der statistischen Einteilung des IBGE (Stand 2000 mit 30.880 Einwohnern, Stand 2010 mit 34.656 Einwohnern):
| Gruppe      | Anteil 2000 | Anteil 2010 | Anmerkung                        |
| ----------- | ----------- | ----------- | -------------------------------- |
| Brancos     | 80.387      | ▲ 94.146    | Weiße, Nachfahren von Europäern  |
| Pardos      | 199.661     | ▲ 274.441   | Mischrassige, Mulatten, Mestizen |
| Pretos      | 13.725      | ▲ 27.168    | Schwarze                         |
| Amarelos    | 455         | ▲ 4.338     | Asiaten                          |
| Indígenas   | 28.128      | ▲ 50.385    | indigene Bevölkerung             |
| ohne Angabe | 2.041       | –           |                                  |

Quelle: SIDRA

## Städte
Roraima hat insgesamt 15 Städte mit großen Gemeindeflächen, die nach brasilianischem Kommunalrecht den Status eines município (Munizip) haben.
Die drei größten Städte sind: Boa Vista als einzige Großstadt und höchstem jährlichen Zuwachs (2020 geschätzt: 419.652 Einwohner), Rorainópolis (2020 geschätzt: 30.782 Einwohner) und Caracaraí (2020 geschätzt: 22.283 Einwohner).

## Politik
Gouverneur ist seit 1. Januar 2019 Antonio Denarium, der bereits seit Dezember 2018 als Bundesinterventor fungierte. Bei den Gouverneurswahlen in Brasilien 2018 erlangte er 136.612 oder 53,34 % der gültigen Stimmen bei der Stichwahl. Bei der Gouverneurswahl in Roraima 2022 anlässlich der Wahlen in Brasilien 2022 wurde er im ersten Wahlgang mit 163.167 	oder 56,47 % der Stimmen für die Amtszeit von 2023 bis 2027 wiedergewählt.
Die Legislative liegt bei der Legislativversammlung von Roraima aus 24 gewählten Abgeordneten.
Im Nationalkongress ist Roraima mit drei Senatoren im Bundessenat und mit acht Bundesabgeordneten in der Abgeordnetenkammer vertreten.
Der hohe Anteil der indigenen Bevölkerung in Roraima führte bei den Kommunalwahlen in Brasilien 2020 dazu, dass Indigene in zwei Städten ab 2021 den Stadtpräfekten (Bürgermeister) und einen Vizestadtpräfekten stellen.